# Abby Phillip

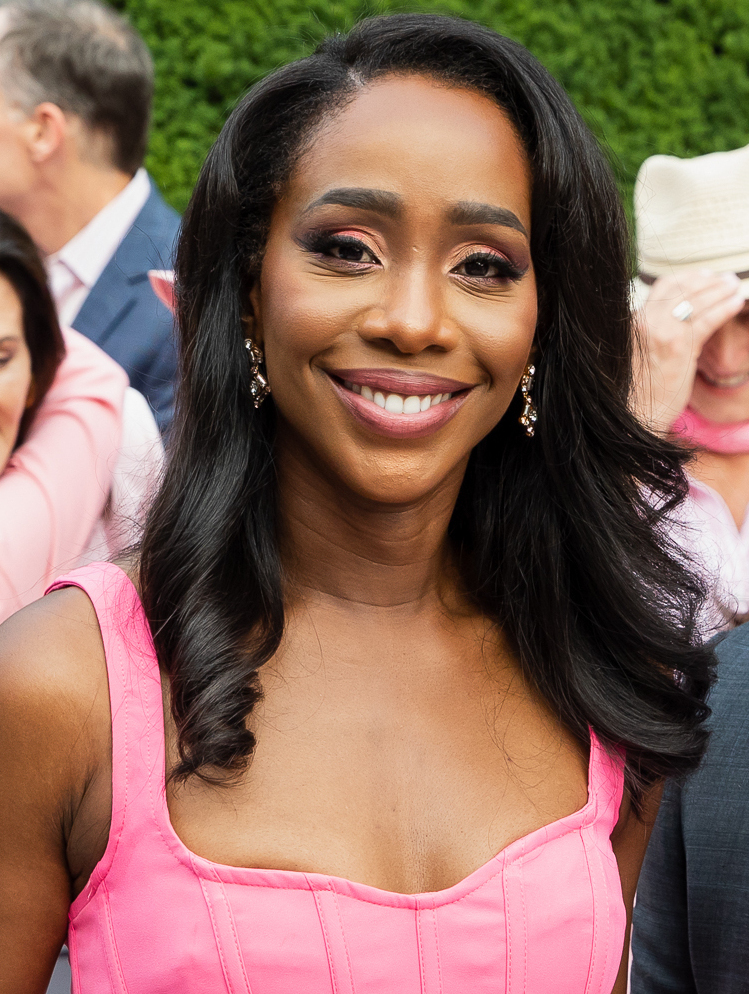
Abby Phillip (2023)

Abigail Daniella „Abby“ Phillip (* 25. November 1988 in Alexandria, Virginia) ist eine US-amerikanische Journalistin und Fernsehmoderatorin.

## Familie und Jugend
Abby Phillip ist die Tochter von June C. Phillip und Carlos W. Phillip. Sie wuchs in Bowie (Maryland) und Trinidad und Tobago auf und studierte an der Harvard University. Während des Studiums betätigte sie sich bei einer Studentenzeitung und beschloss aus dieser Erfahrung heraus Journalistin zu werden. Sie ist seit 2018 verheiratet.

## Laufbahn
Ihre journalistische Karriere begann Phillip im Politik-Ressort des digitalen Angebots von ABC News. Sie schrieb während der Obama-Ära auch für Politico zu Wahlkampffinanzierung und Lobbyismus. Sie ging dann zur Washington Post, wo sie von der Präsidentschaftskampagne Hillary Clinton zur Präsidentschaftswahl 2016 und später von der Politik der Trump-Administration aus Washington, D.C. berichtete. 2017 wechselte die erneut, diesmal zu CNN, wo sie bis 2019 als Korrespondentin im Weißen Haus berichtete. Im Januar 2020 moderierte sie die Debatte der Demokraten während der Vorwahlen zur Präsidentschaftswahl. Sie war an der Wahlberichterstattung des Senders beteiligt. Im Januar 2021 sendete CNN den von ihr produzierten CNN Special Report: Kamala Harris: Making History.
Abby Phillip ist seit Anfang 2021 Moderatorin der CNN-Sendung Inside Politics Sunday. Sie übernahm die Sendung im Januar 2021 von John King, nachdem sie zuvor schon vertretungsweise eingesprungen war.

## Ehrungen
Time Magazine nahm Abby Phillip in die Liste 2021 Time100 Next auf.